# ماساكو كاتسورا
ماساكو كاتسورا (بالإنجليزية: Masako Katsura)‏ هي لاعبة بلياردو ‏ أمريكية، ولدت في 1913 في طوكيو في اليابان، وتوفيت في 1995.